# Dęblin
Dęblinⓘ é um município no leste da Polônia. Pertence à voivodia de Lublin, no condado de Ryki.
Dęblin está localizada na histórica Pequena Polônia, na parte sudoeste da região de Stężyca, na foz do rio Wieprz com o Vístula, em um amplo vale fluvial com 15 km de largura. O vale tem uma estrutura de terraço. O terraço mais antigo está localizado 20 m acima do rio Vístula.
Estende-se por uma área de 38,3 km², com 15 505 habitantes, segundo o censo de 31 de dezembro de 2021, com uma densidade populacional de 404,8 hab./km².
Em 1629, o proprietário da aldeia no condado de Stężyca, da voivodia de Sandomierz era Piotr Aleksander Tarło.

## Toponímia
Nos registros medievais, podem ser encontrados os nomes Deblin (1505) e Deblyn (1508), o que significa que o povoado era então chamado de Deblinem. Em meados do século XVI surge o nome atual. Não há hipótese sobre sua origem confirmada por argumentos suficientes. Durante as partições, após a construção de uma fortaleza perto de Dęblin em 1842, a cidade passou a se chamar Ivanogród (em russo: Ивангород), em homenagem a Iwan Paskiewicz, governador da Polônia do Congresso.
Em um dos subúrbios de Chicago, em Oak Lawn, Illinois, onde quase um em cada cinco residentes é descendente de poloneses, fica Deblin Lane.
Diz a lenda que o nome vem do fato de que havia muitos carvalhos em Dęblin e peixes tenca nadavam nos rios.
Nos anos 1961−1981, o navio cargueiro “Dęblin” navegou nos mares europeus sob a bandeira polonesa.

## História
- 1397 — mencionada como vila

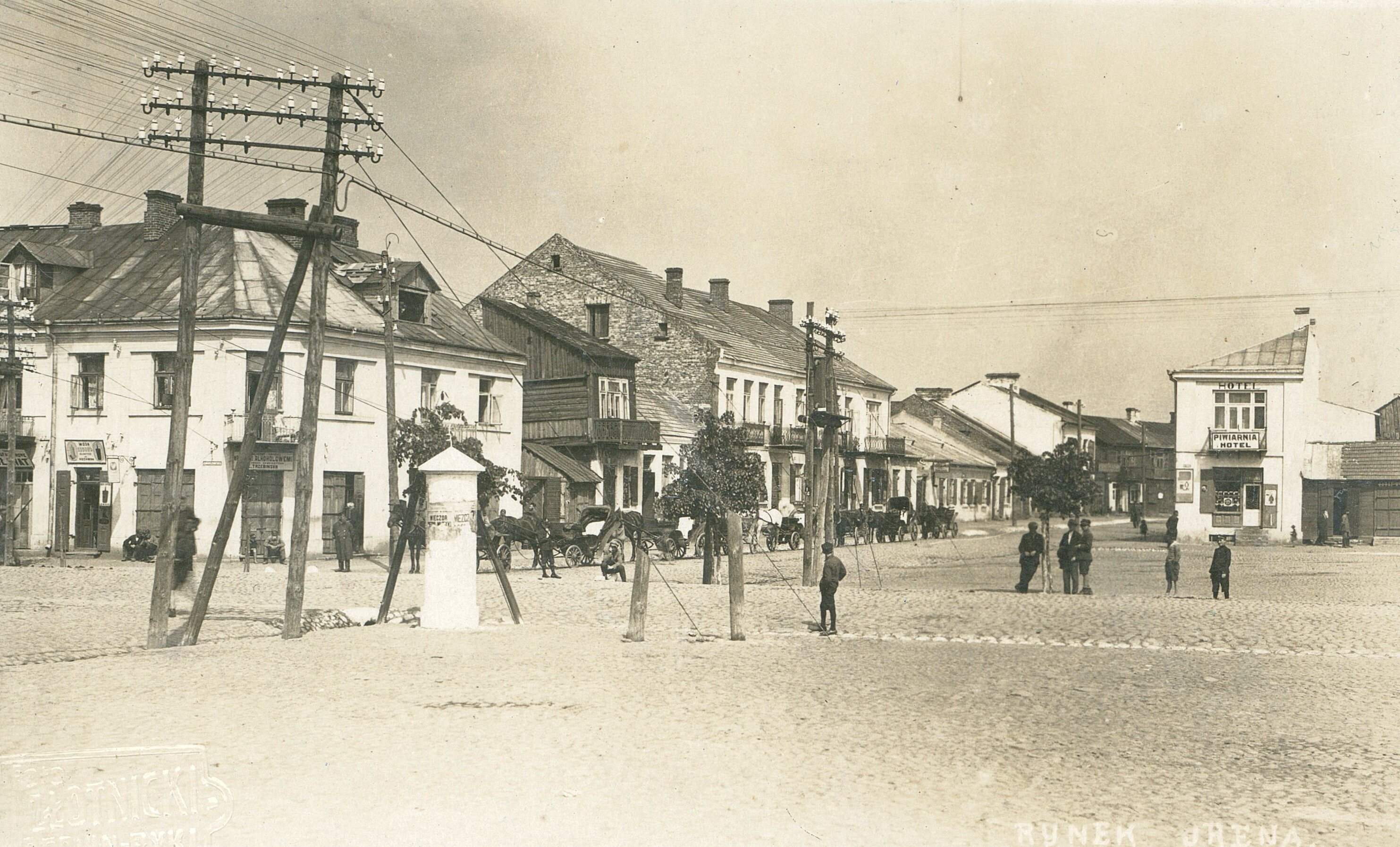
Praça principal, por volta de 1928

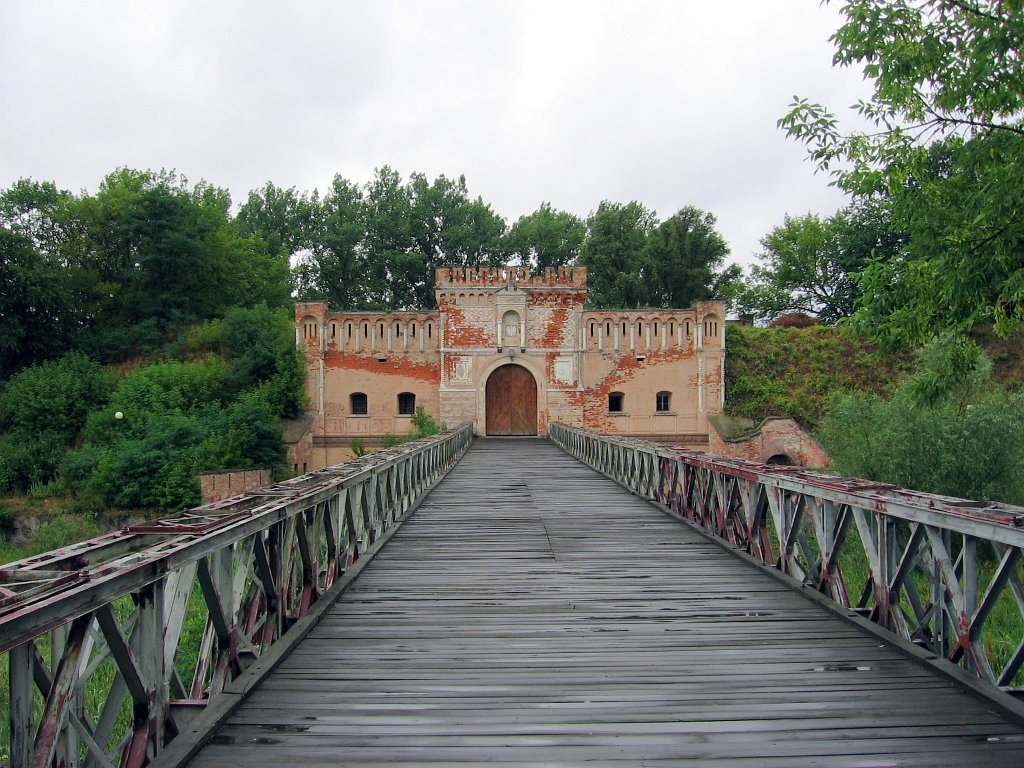
Portão Lublin da Fortaleza em Dęblin

- Século XVIII — propriedade da família Mniszech
- Início do século XIX — propriedade do padre Aleksander Jabłonowski
- 1838–1878 — na foz do rio Wieprz com o Vístula, foi iniciada a construção de uma fortaleza segundo o projeto do general russo Ivan Dehn, o criador das fortalezas em Modlin, Varsóvia e Brześć
- 1840 — O czar Nicolau I Romanov doou a propriedade de Dęblin a Iwan Paskiewicz, daí o nome Ivanogród vigorar até 1915
- 1854 — fundado o assentamento de Irena (atual cidade velha de Dęblin com a Praça do Mercado)
- 1877 — inauguração da linha ferroviária Varsóvia-Lublin
- 1885 — inauguração da linha ferroviária Łuków-Radom e a ferrovia Ivangorod-Dąbrowa
- 1893 — criada uma das primeiras unidades aeronáuticas do exército czarista equipadas com balões de observação
- 1914 — batalhas ferozes entre os exércitos alemão, austríaco e russo ocorreram nas proximidades da fortaleza
- Agosto de 1920 — desencadeou-se a contraofensiva do exército polonês à Batalha de Varsóvia
- 1927 — transferência de Grudziądz para a Escola de Aviação de Oficiais chamada “Szkołą Orląt”
- 1929 — criado o Centro de Formação de Oficiais de Aviação, hoje sede da Academia da Força Aérea
- Agosto de 1941 — os nazistas montaram um campo para prisioneiros de guerra soviéticos Stalag 307 na antiga fortaleza (na Cidadela, Forte VII e nas encostas do Reduto de Balonna). Cerca de 80 000 deles morrem[5]
- Julho de 1944 — a unidade do Exército Nacional de Marian Bernaciak durante a Operação Tempestade em Dęblin salvou de forma independente importantes instalações militares e econômicas da destruição, protegeu os habitantes da deportação e abuso por soldados alemães em retirada
- Agosto de 1944 — Michał Okurała, operador de rádio da 1.ª Divisão de Infantaria da T. Kościuszko, atraiu o fogo de artilharia para si (um monte memorial foi erguido no local de sua morte)[5]
- 1944 — estabelecimento de um campo especial do NKVD.[6]
- 1953 — vinculado a Irena, no século XIX um assentamento urbano.[7]
- 1954 — Dęblin recebeu os direitos de cidade[8]
- 2011 — Em 1 de abril, foi criado o Museu da Aeronáutica

## Monumentos históricos
Monumentos em Dęblin:

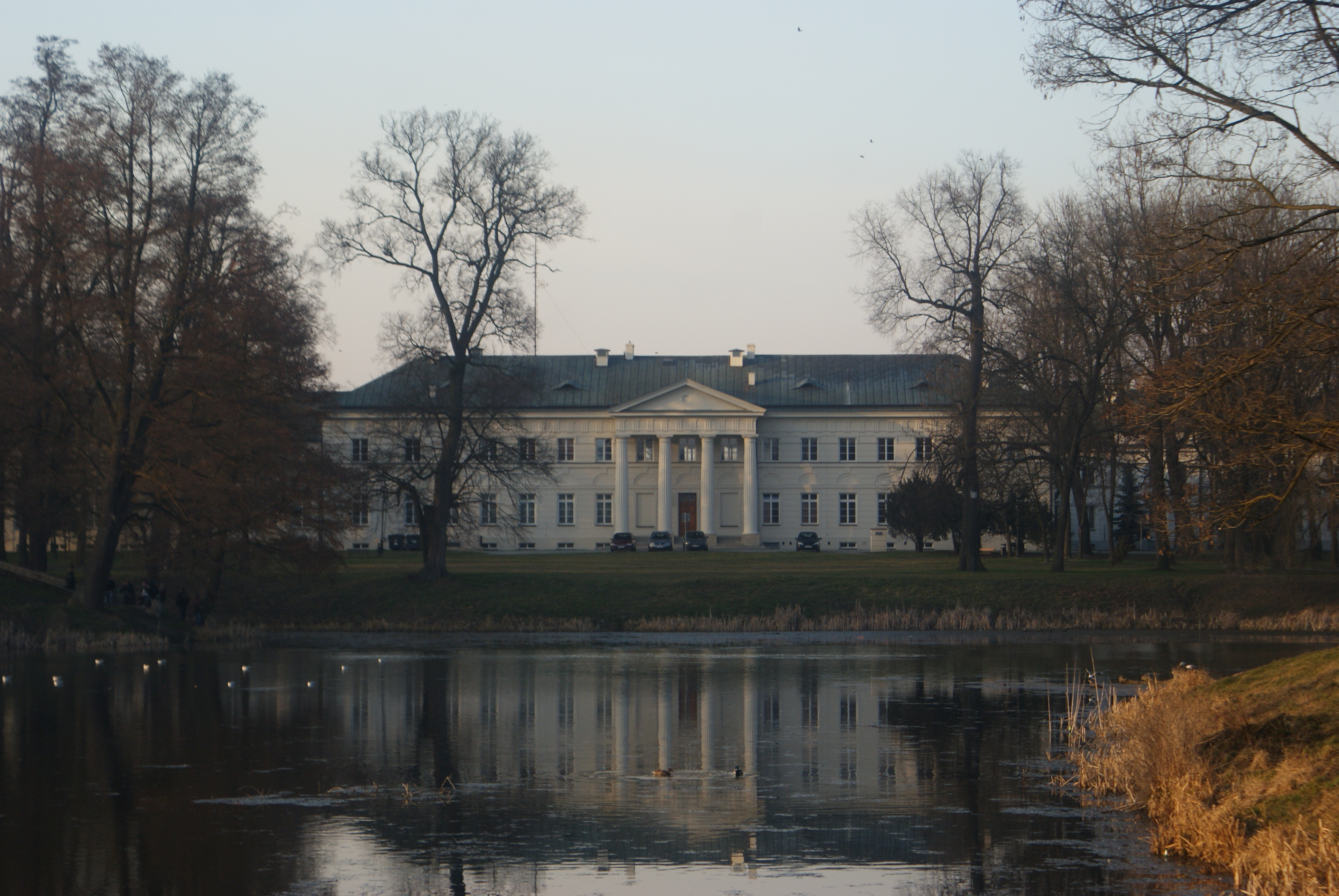
Palácio Mniszech em Dęblin

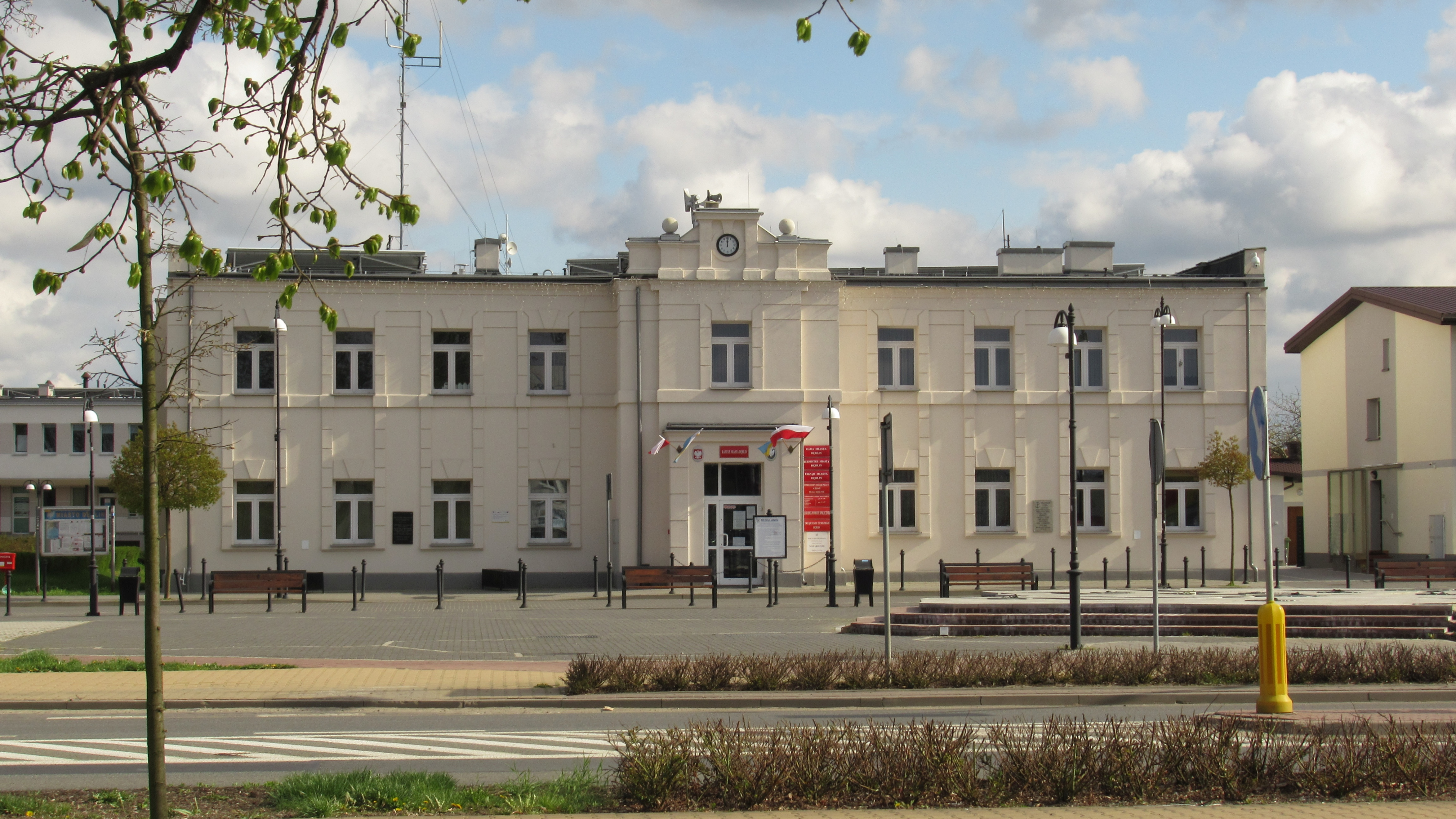
Prefeitura de Dęblin

- Fortaleza Dęblin — fortificações na margem direita do rio Vístula (os fortes na margem esquerda estão localizados na voivodia da Mazóvia)
- Cidadela em Dęblin
- Ruína do forte I “Nadwiślanka” em Nadwiślanka, comuna de Stężyca
- Forte II “Mierzwiączka” em Mierzwiączka
- Ruína do forte III “Dęblin” em Dęblin
- Ruína do forte IV “Borowa” em Borowa, comuna de Pulawy
- No parque, o complexo do palácio (a filha do proprietário de Dęblin, Jerzy Mniszech - Maryna Mniszchówna era a esposa do czar Falso Demétrio I, e após sua morte ela se casou com Falso Demétrio II)
- Cemitério de guerra Balonna — construído pelos russos durante a Primeira Guerra Mundial. Existem 450 sepulturas (186 nomeadas): soldados czaristas e austríacos (incluindo legionários poloneses) dos tempos da Grande Guerra, a guerra polonês-bolchevique, o 15º regimento de infantaria “Wilków” estacionado em Dęblin e aviadores poloneses e tchecoslovacos.[10]
- Cemitério comunitário — túmulo do soldado desconhecido e um monumento simbólico às vítimas do fascismo
- Portão de Lublin e Portão de Varsóvia
- Monumento aos aviadores
- Museu da Força Aérea
- Igreja de Cristo Misericordioso (originalmente uma igreja ortodoxa em Łosice desde a primeira metade do século XVIII), mudou-se para Dęblin em 1928–1929
- Complexo da Estação Ferroviária do Vístula
- Sinagoga em Dęblin — construída em meados do século XIX, na rua Okólna. Durante a Segunda Guerra Mundial, foi devastada pelos nazistas. Depois da guerra, o edifício da sinagoga foi utilizado como balneário público, depois convertido em armazém. Atualmente inexistente − em seu lugar funciona uma loja de eletrodomésticos.

## Natureza circundante
Na margem esquerda do rio Vístula, a vários quilômetros de Dęblin, fica um dos maiores complexos florestais da Polônia − Puszcza Kozienicka. A maioria de seu arvoredo − principalmente na parte leste − é de pinheiros. Há também carvalhos e carpinos. Na parte ocidental existem florestas mistas com abetos, bétulas, carpinos, píceas, choupos e freixos. Alguns sicômoros e lariços foram preservados em alguns lugares.
Na margem direita do Vístula, ao norte de Dęblin, existem florestas de pinheiros e carvalhos, e nos vales úmidos, florestas ribeirinhas, na maioria das vezes salgueiro-choupo e freixo. Nesta área, os maiores complexos florestais incluem as florestas de Garwolin, que se estendem ao longo da borda do Vístula no planalto de Żelechowska. As florestas de pombos crescem na margem esquerda do rio Wieprz, na parte noroeste do planalto de Lubartowska.

## Estrutura de superfície
Dęblin tem uma área de 38,3 km² (2021), incluindo:
- Terras agrícolas: 28%
- Terra florestal: 15%

A cidade constitui 6,26% da área do condado.

## Demografia
Conforme os dados do Escritório Central de Estatística da Polônia (GUS) de 31 de dezembro de 2022, Dęblin é uma cidade pequena com uma população de 14 330 habitantes (17.º lugar na voivodia de Lublin e 303.º na Polônia), tem uma área de 38,3 km² (5.º lugar na voivodia de Lublin e 116.º lugar na Polônia) e uma densidade populacional de 374 hab./km² (29.º lugar na voivodia de Lublin e 675.º lugar na Polônia). Nos anos 2002–2021, o número de habitantes diminuiu 19,6%.
Os habitantes de Dęblin constituem cerca de 26,12% da população do condado de Ryki, constituindo 0,71% da população da voivodia de Lublin.
| Descrição                         | Total      | Total    | Mulheres   | Mulheres | Homens     | Homens   |
| --------------------------------- | ---------- | -------- | ---------- | -------- | ---------- | -------- |
| unidade                           | habitantes | %        | habitantes | %        | habitantes | %        |
| população                         | 14 330     | 100      | 7 346      | 51,3     | 6 984      | 48,7     |
| superfície                        | 38,3 km²   | 38,3 km² | 38,3 km²   | 38,3 km² | 38,3 km²   | 38,3 km² |
| densidade populacional (hab./km²) | 374        | 374      | 191,8      | 191,8    | 182,2      | 182,2    |

## Economia
No início da década de 1990, com todo o país, Dęblin passou por um período de mudanças econômicas fundamentais. Grandes empresas estatais ligadas à defesa do país demitiram trabalhadores e reduziram a produção. Atualmente, as instalações de algumas fábricas militares são totalmente utilizadas e alugadas para empresários de Dęblin. Cerca de mil novas entidades empresariais particulares foram criadas na cidade. Entre outras, foram abertas empresas das indústrias de malharia, confeitaria, materiais de construção e processamento de frutas e vegetais. Uma empresa municipal transformada em uma sociedade de responsabilidade limitada também registra um aumento sistemático. O maior número de pessoas está empregado na indústria para o exército, ou seja, em Construção de Aeronaves Militares N.º 3 e em Obras de Engenharia Militar.

## Transportes

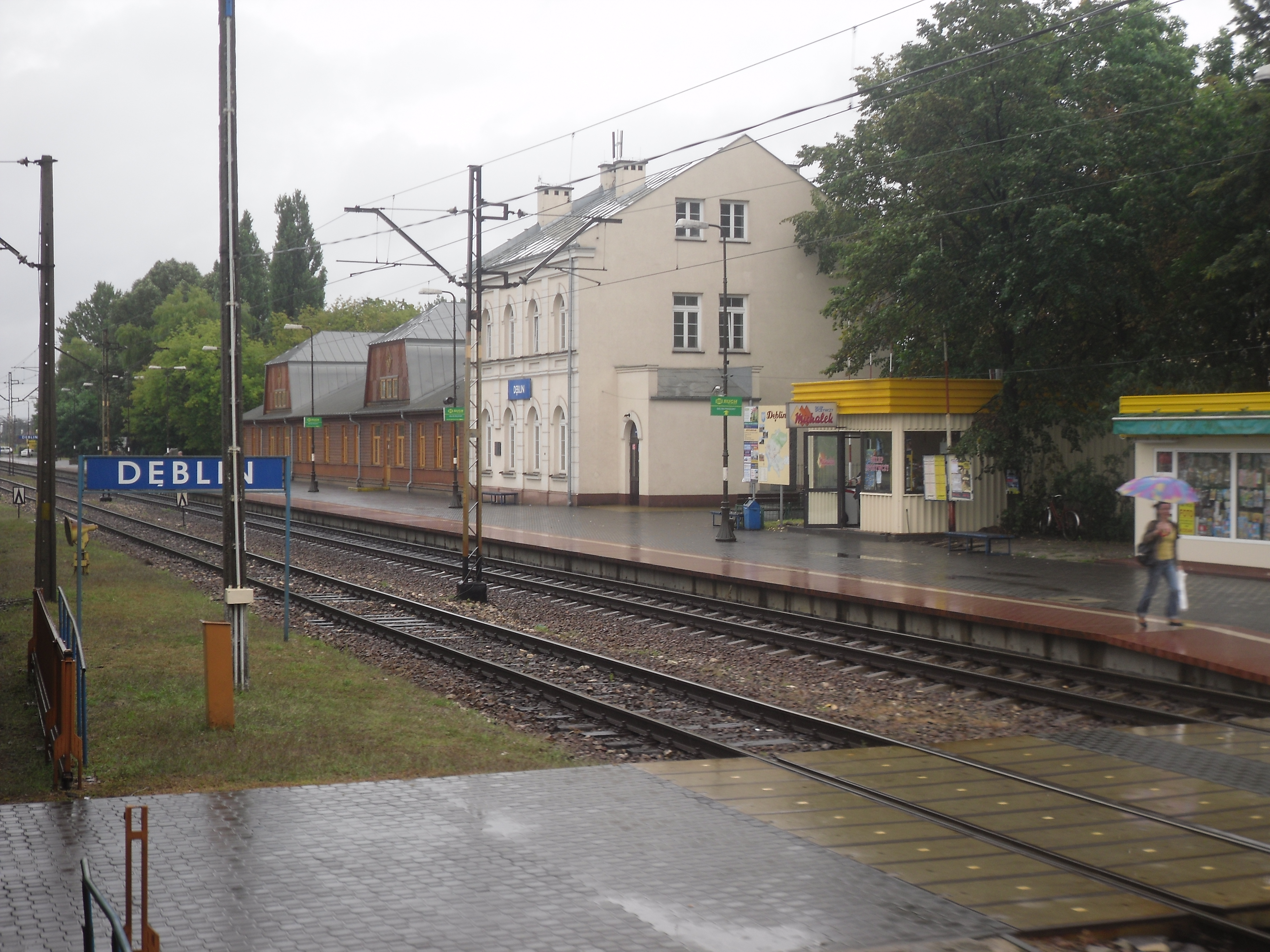
Estação ferroviária em Dęblin

Dęblin tem muitas conexões rodoviárias e ferroviárias. O aeroporto militar Dęblin-Irena, localizado na cidade, aumenta a importância da cidade. Atualmente, o aeroporto é usado principalmente para treinamento de pilotos.
Dęblin tem inúmeras conexões ferroviárias, por exemplo, com Lublin, Varsóvia, Otwock, Radom, Bydgoszcz, Biała Podlaska, Łuków, Przemyśl, Szczecin e Kielce. Há também empresas de transporte particulares. As linhas principais são Dęblin PKP — Dęblin Rynek, Dęblin — Stawy — Ryki — Lublin, Dęblin — Ryki — Otwock — Varsóvia e Dęblin — Puławy.
Dęblin é um importante entroncamento ferroviário. A linha ferroviária 7 Varsóvia Oriental – Dorohusk (via Lublin) e a linha ferroviária 26 para Radom (via Pionki) passam por ela. Várias dezenas de trens regionais e inter-regionais param na estação diariamente.
Estradas nacionais e provinciais passam pela cidade:
- Estrada nacional n.º 48 Kock — Dęblin — Tomaszów Mazowiecki
- Estrada provincial n.º 801 Varsóvia — Dęblin — Puławy

## Educação
Escolas primárias

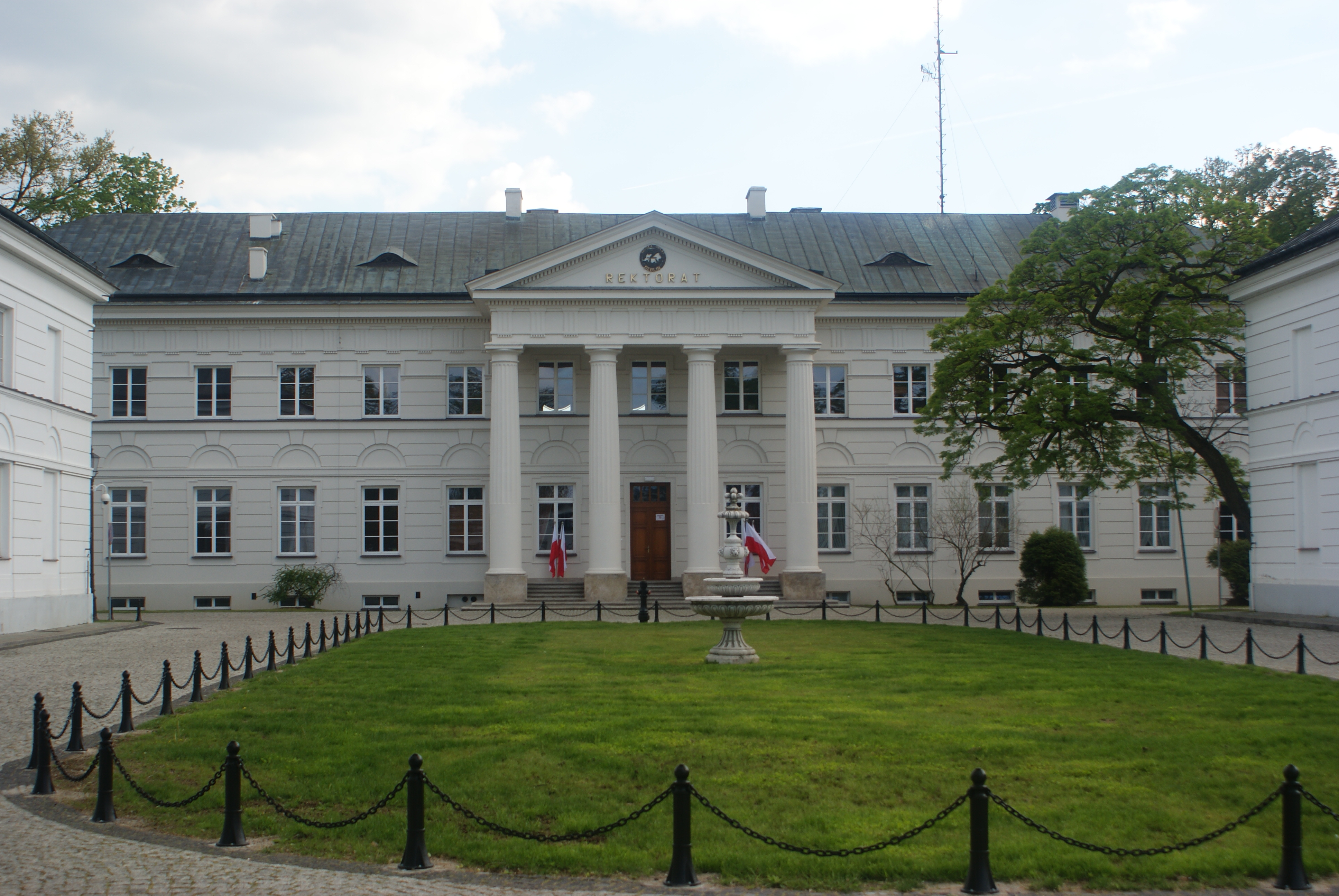
Academia de Aviação Militar — reitoria

- Escola primária n.º 2 Wladyslaw Broniewski
- Escola primária n.º 3 Maria Curie Skłodowska[16]
- Escola primária n.º 4 Bohaterów Lotnictwo Polskie[17]
- Escola primária n.º 5 General Władysław Sikorski

Escolas secundárias
- Escola secundária 15 Pułk Piechoty “Wilków”[19]
- Complexo de Escolas Profissionalizantes n.º 1 general Franciszek Kleeberg[20]
- Complexo de Escolas Profissionalizantes n.º 2 Maria Dąbrowska[21]
- Escola Secundária de Aviação Geral Franciszek Żwirko e Stanisław Wigura[22]

Faculdades
- Academia Militar de Aviação[23]

## Comunidades religiosas

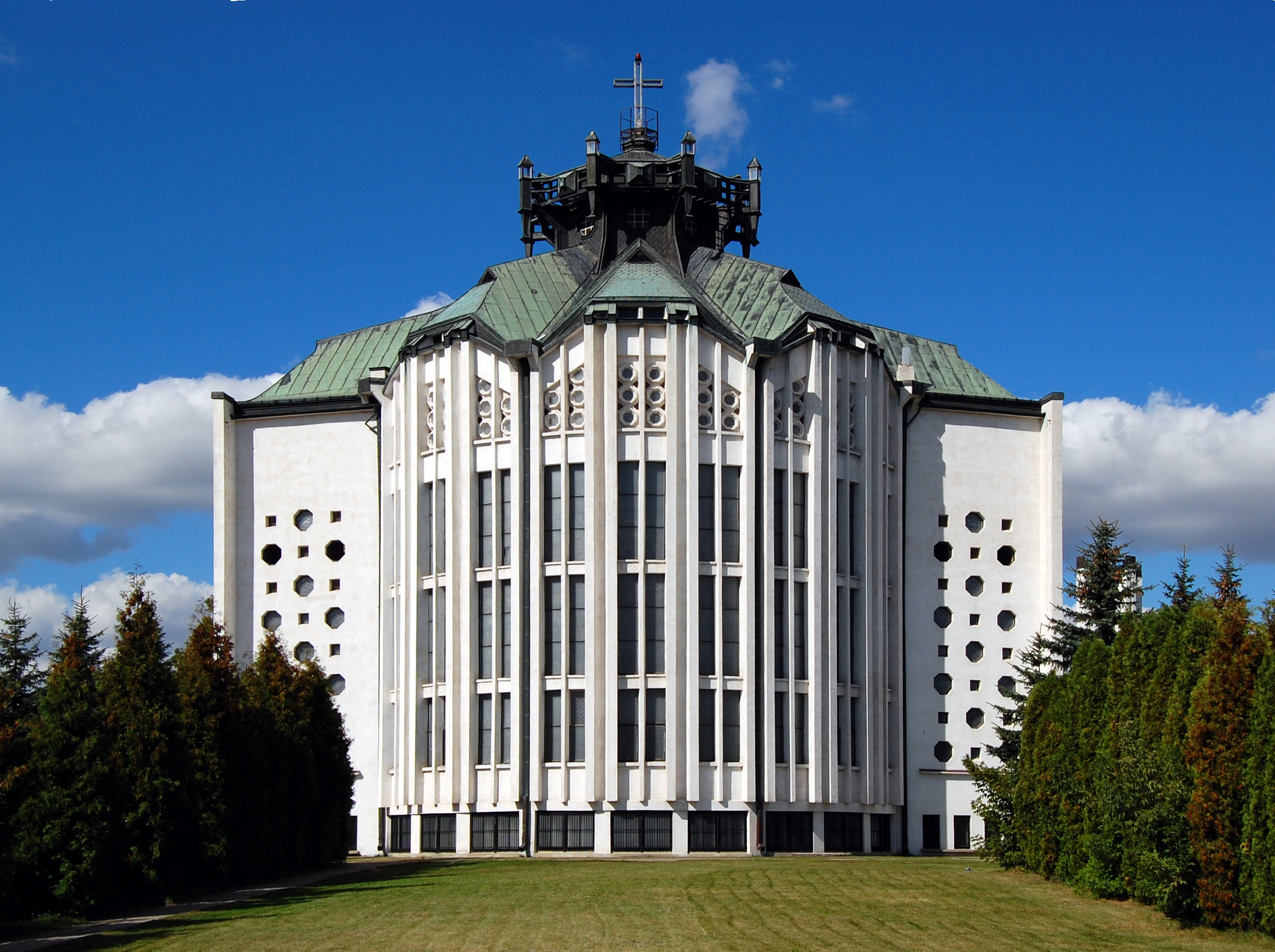
Igreja paroquial de São Pio V em Dęblin

A maioria dos habitantes de Dęblin são católicos. As seguintes igrejas e associações religiosas realizam atividades na cidade:
- Igreja Católica de Rito Latino:
  - Paróquia de São Pio V[24]
  - Paróquia de Cristo Misericordioso[25]
  - Paróquia militar de Nossa Senhora do Loreto[26]

- Igreja Cristã Batista:
  - Congregação da Igreja Cristã Batista

- Igreja Cristã Evangélica:
  - Congregação da Igreja dos Cristãos Evangélicos[27]

- Testemunhas de Jeová:
  - Congregação em Dęblin (Salão do Reino, rua Ogrodowa 18A)

## Esportes
O maior clube esportivo da cidade é o MKS “Orlęta 1925” Dęblin, que atualmente joga na classe A. Orlęta 1925 continua a tradição do Clube Militar de Esportes Orlęta Dęblin fundado em 1925. Hoje, mais de 200 pessoas, incluindo 100 crianças, estão associadas em todas as seções do clube. A equipe de xadrez Czarni Dęblin participa com sucesso da Segunda Liga Sênior. Há também um clube de futebol Gabaryty Dęblin na cidade. A equipe atualmente joga na classe B. Há também um clube de tênis de mesa U-MKTS LOB Dęblin, cujas duas equipes jogam atualmente na IV Liga Lublin.